# Romitan
Romitan es una localidad de Uzbekistán, en la provincia de Bujará.
Se encuentra a una altitud de 227 m sobre el nivel del mar. 

## Demografía
Según estimación 2010 contaba con una población de 13 940 habitantes.